# Bell Ville
Bell Ville är en kommunhuvudort i Argentina.   Den ligger i provinsen Córdoba, i den centrala delen av landet, 500 kilometer nordväst om huvudstaden Buenos Aires. Bell Ville ligger 132 meter över havet och antalet invånare är 35 105.
Terrängen runt Bell Ville är mycket platt. Bell Ville är det största samhället i trakten.
Trakten runt Bell Ville består till största delen av jordbruksmark. Runt Bell Ville är det glesbefolkat, med 9 invånare per kvadratkilometer.